# اوپل
اوپل (به آلمانی: Opel) شرکت خودروسازی آلمانی واقع در روسلزهایم است، که از سال ۱۹۲۹ تا ۲۰۱۷ در تملک شرکت خودروسازی آمریکایی جنرال موتورز قرار داشت و در ۶ مارس سال ۲۰۱۷ به قیمت ۲٫۲ میلیارد یورو تحت تملک گروه پی‌اس‌ای (PSA) درآمد. با تولد استلانتیس درنتیجه ادغام فیات‌کرایسلر و پی‌اس‌ای، اکنون اوپل در مالکیت گروه استلانتیس است.

## تاریخچه
بنیانگذار این کارخانه آدام اوپل (۹ مه ۱۸۳۷–۸ سپتامبر ۱۸۹۵) در شهر روسلزهایم می‌باشد. این کارخانه در ابتدا سازنده چرخ خیاطی بود. اوپل نخستین محصول خود را در سال ۱۸۸۲ به بازار ارائه کرد.
او در سال ۱۸۸۶ با سوفی شِلِر که فرزند یک کارخانه‌دار بزرگ بود، ازدواج کرد. حاصل این ازدواج ۵ پسر به نام‌های کارل، ویلهلم، هاینریش، فردریک و لودویگ اوپل هستند.
کارخانه اوپل ۳ سال پس از مرگ بنیانگذار خود که قصدی بر تولید خودرو نداشت با نظر سوفی اوپل (شلر) و در سال ۱۸۹۹ شروع به تولید وسایل نقلیه موتوری نمود. اوپل در سال ۱۹۰۲ نخستین خودرو خود را یا ۱۰–۱۲ اسب‌بخار قدرت و ۳ سیلندر مجموع ۱٫۹ لیتر حجم موتور معرفی کرد. پس از دو سال آن‌ها نخستین خودروی چهار سیلندر خود را که ۳۰–۳۲ اسب‌بخار توان داشت با مشارکت خودروساز فرانسوی داراک تولید کردند.
این شرکت در طی سال‌های ۱۸۸۶ تا ۱۹۴۰ سازنده دوچرخه نیز بوده است.

## نگارخانه

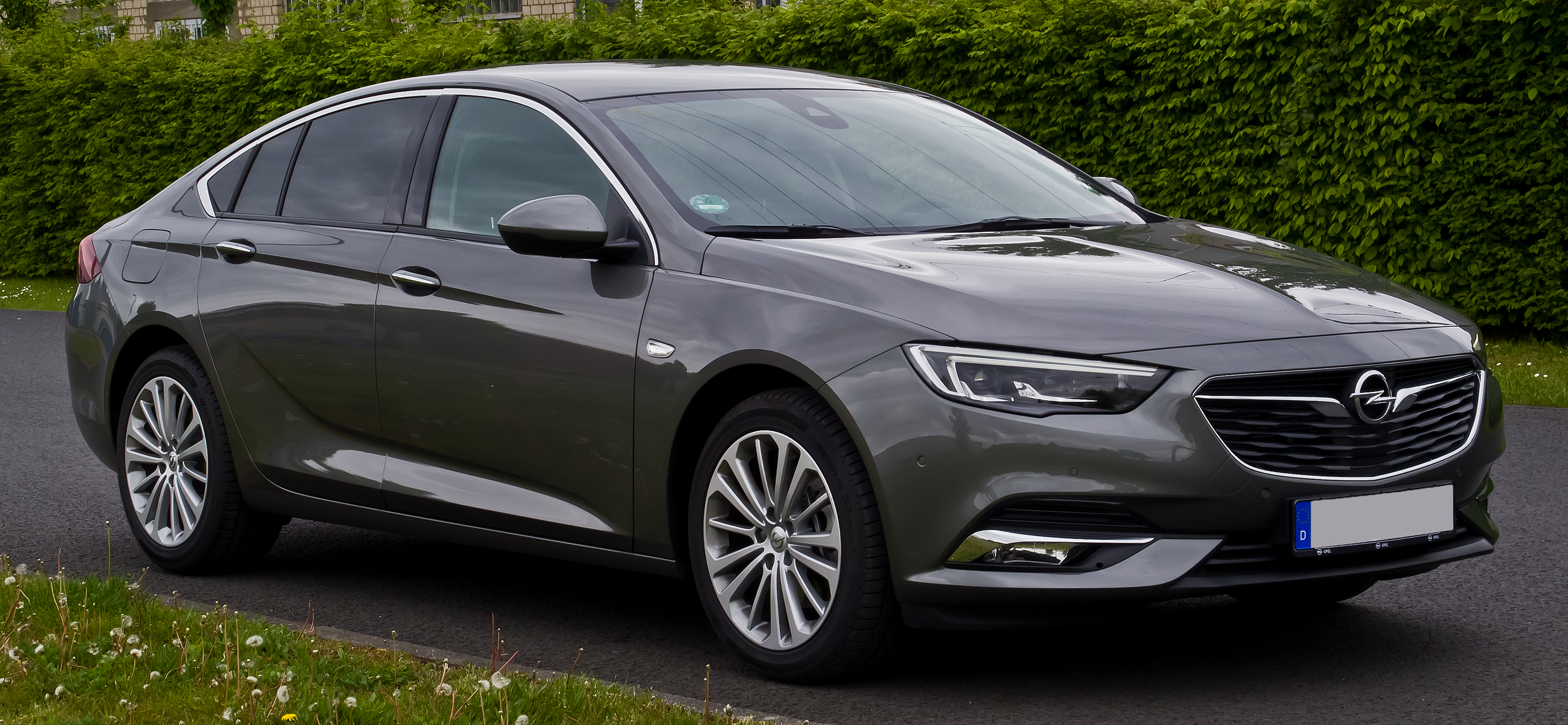
اوپل اینسیگنیا
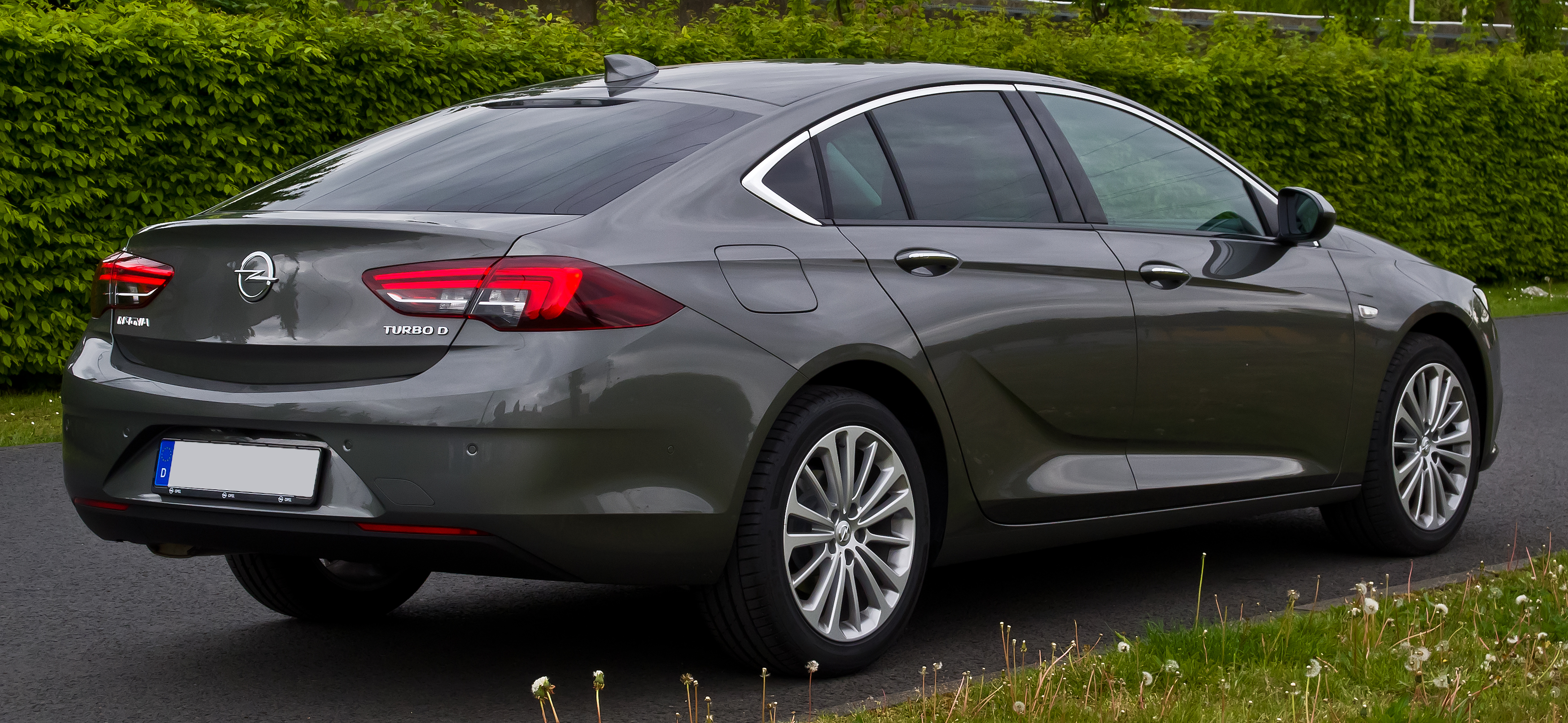
اوپل اینسیگنیا
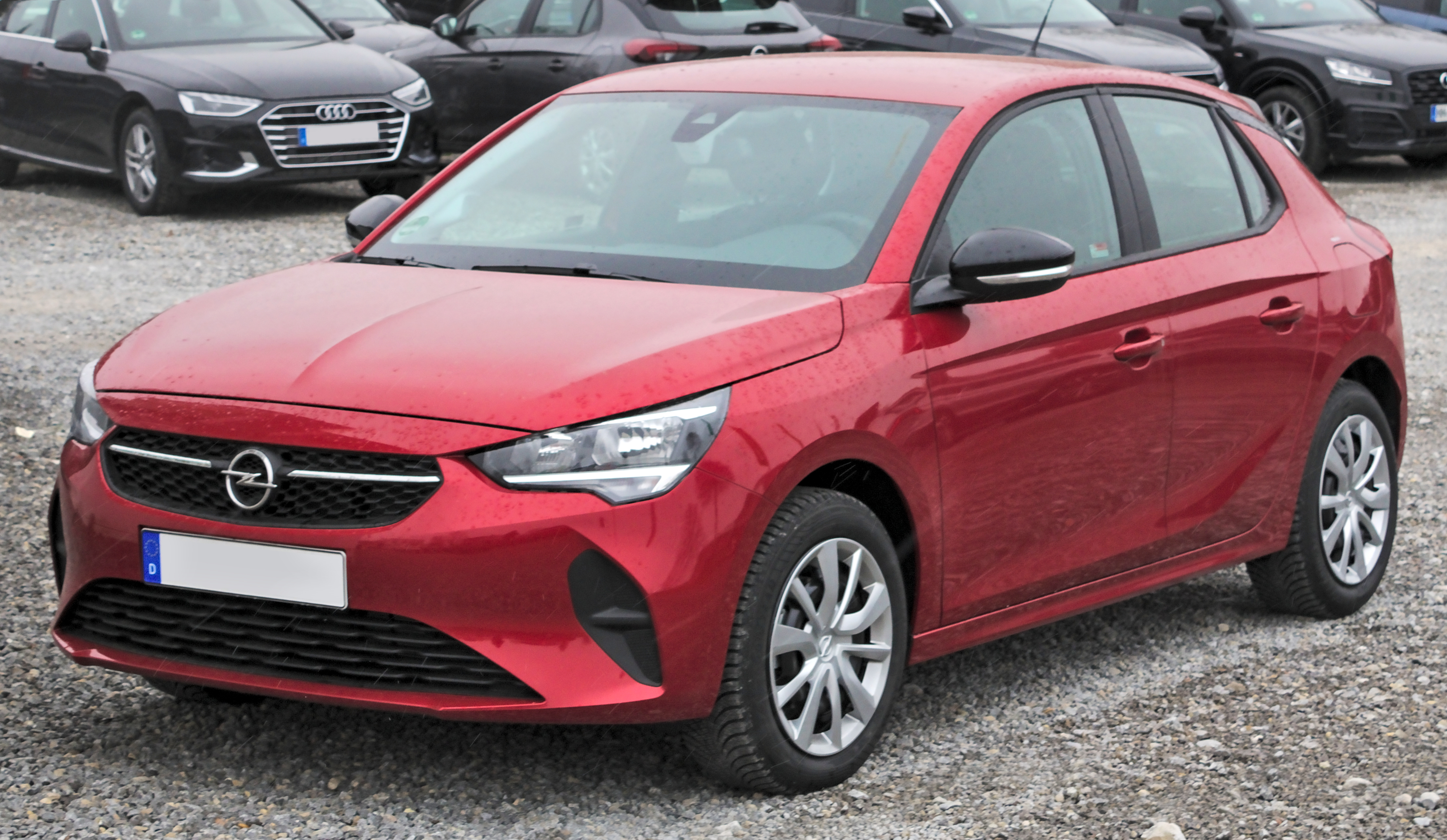
اوپل کورسا
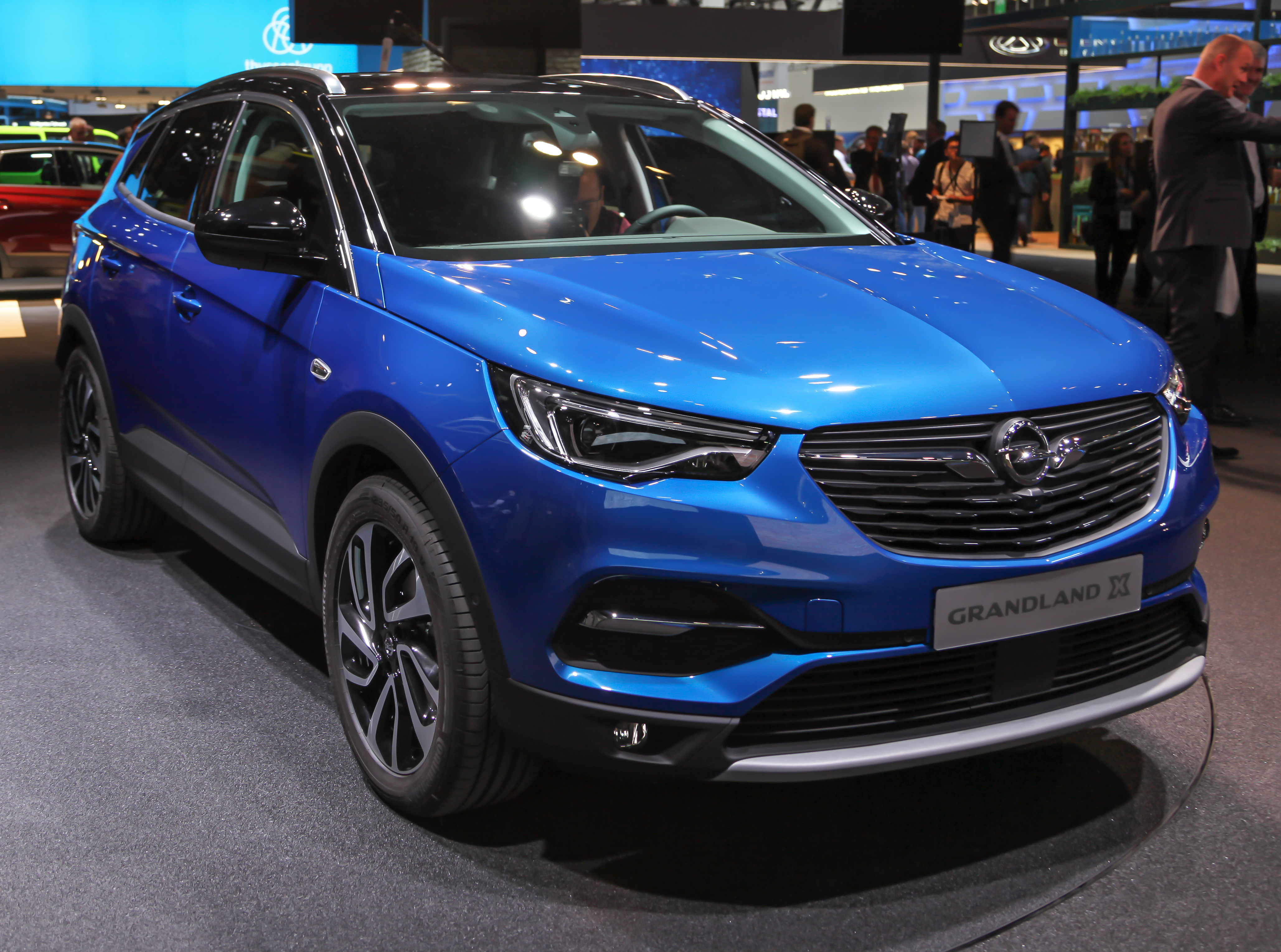
گرندلند ایکس
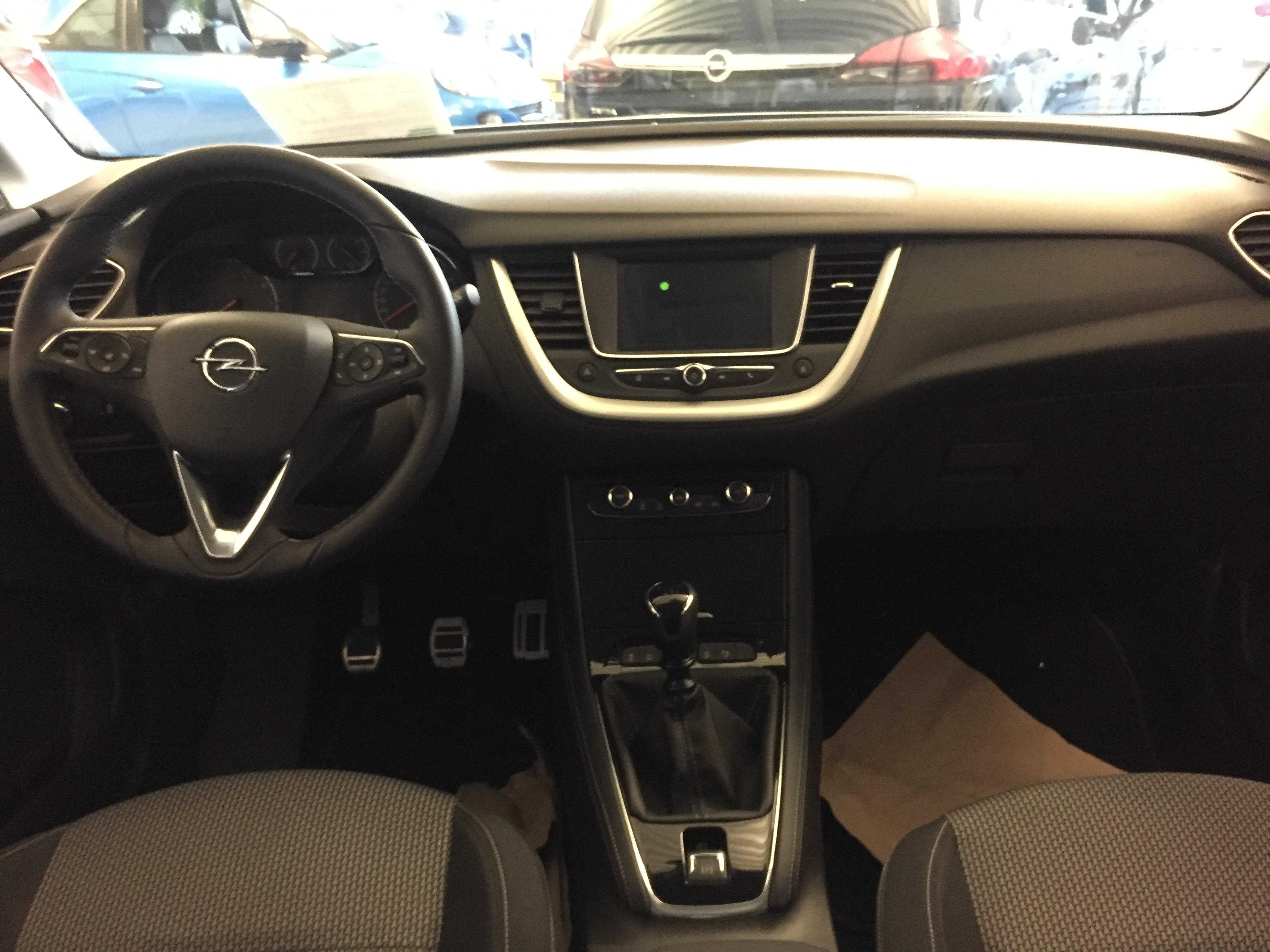
گرندلند ایکس